# 파르셍타강

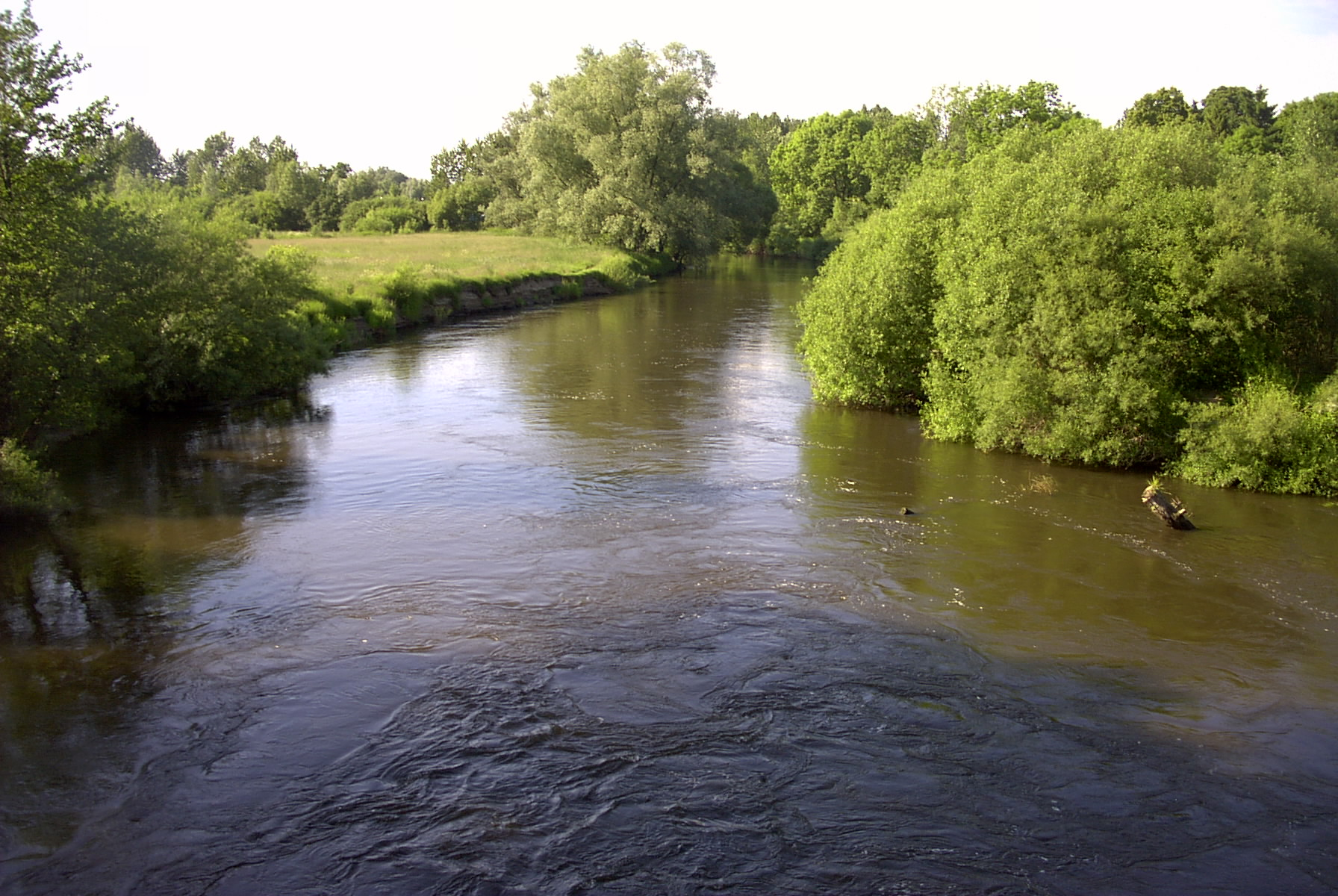
파르셍타강

파르셍타강(폴란드어: Parsęta)은 폴란드 북서부의 강이다. 발트해로 흐른다. 길이는 143km, 유역 면적은 3,084 km2다.